# Sergei Kostarev
Sergei Kostarev (ryska: Сергей Владимирович Костарев), född den 25 mars 1966, är en rysk fäktare som tog OS-brons i herrarnas lagtävling i värja i samband med de olympiska fäktningstävlingarna 1992 i Barcelona.